# پیناکول‌بوران
پیناکول‌بوران بورانی با فرمول شیمیایی (CH3)4C2O2BH است. این مولکول حلقوی دارای یک حلقه پنج عضویِ C2O2B است. به دلیل وجود استخلاف‌های آلکوکسید، یک مونومر محسوب می‌شود. این ماده به صورت مایعی بی‌رنگ است که دارای یک گروه عاملی B-H واکنش پذیر است.

## ترکیبات مرتبط
- کاتکول‌بوران